# Trepçagruvorna

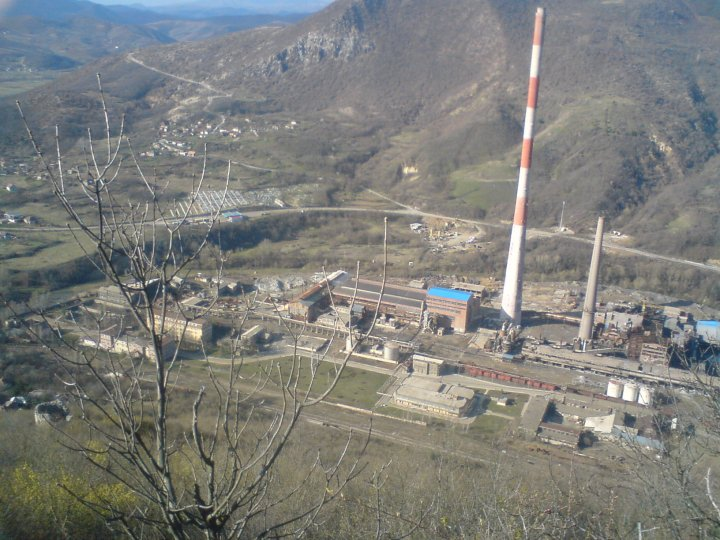

Trepçagruvorna vid Mitrovica i Kosovo, är den mest värdefulla fasta egendomen på Balkan, värd minst 5 miljarder dollar. Där finns stora fyndigheter av bly, zink, koppar, nickel, kadmium, guld och silver.
Utvinning av ädelmetall har pågått i mer än tvåtusen år, först av grekerna, sedan romarna. Under den jugoslaviska tiden (1918-1991) var Trepçagruovorna en av de huvudsakliga drivkrafterna i Jugoslaviens ekonomi.